# Lepidochrysops jamesi
Lepidochrysops jamesi är en fjärilsart som beskrevs av Swanepoel 1971. Lepidochrysops jamesi ingår i släktet Lepidochrysops och familjen juvelvingar. Inga underarter finns listade i Catalogue of Life.